# 羅瑞卿故居
羅瑞卿故居位於四川省南充市順慶區，文物遺址年代判定為清。1996年9月16日公佈為四川省第四批省級文物保護單位。